# Grönbarbett
Grönbarbett (Cryptolybia olivacea) är en fågel i familjen afrikanska barbetter inom ordningen hackspettartade fåglar.

## Utseende och läte
Grönbarbetten är en knubbig olivgrön barbett. Huvudteckningen varierar geografiskt: enhetligt olivgrön, med gult eller beige på örat eller svart med gul öronfläck. Lätet är ett upprepat ihåligt "chak". Arten liknar grön dvärgbarbett i teckningen men är mycket större.

## Utbredning och systematik
Grönbarbett delas in i fem underarter med följande utbredning:
- C. o. olivacea - sydöstra Kenya och nordöstra Tanzania
- C. o. howelli - centrala Tanzania (Udzungwe och Mahengebergen)
- C. o. woodwardi - sydöstra Tanzania (Rondoplatån) och Zululand (Ngoye Forest)
- C. o. rungweensis - i högländer från sydvästra Tanzania till norra Malawi
- C. o. belcheri - södra Malawi (Matt Thyolo) och Norra Moçambique (Matt Namuli)

## Levnadssätt
Grönbarbetten hittas i både låglänta och bergsbelägna skogar. Där ses den i trädtaket, ofta i närheten av fruktbärande träd. Ibland ses den sitta helt i det öppna i ett dött träd, men är i övrigt tillbakadragen i levnadssättet.

## Status och hot
Arten har ett stort utbredningsområde, men tros minska i antal, dock inte tillräckligt kraftigt för att den ska betraktas som hotad. Internationella naturvårdsunionen IUCN listar arten som livskraftig (LC).

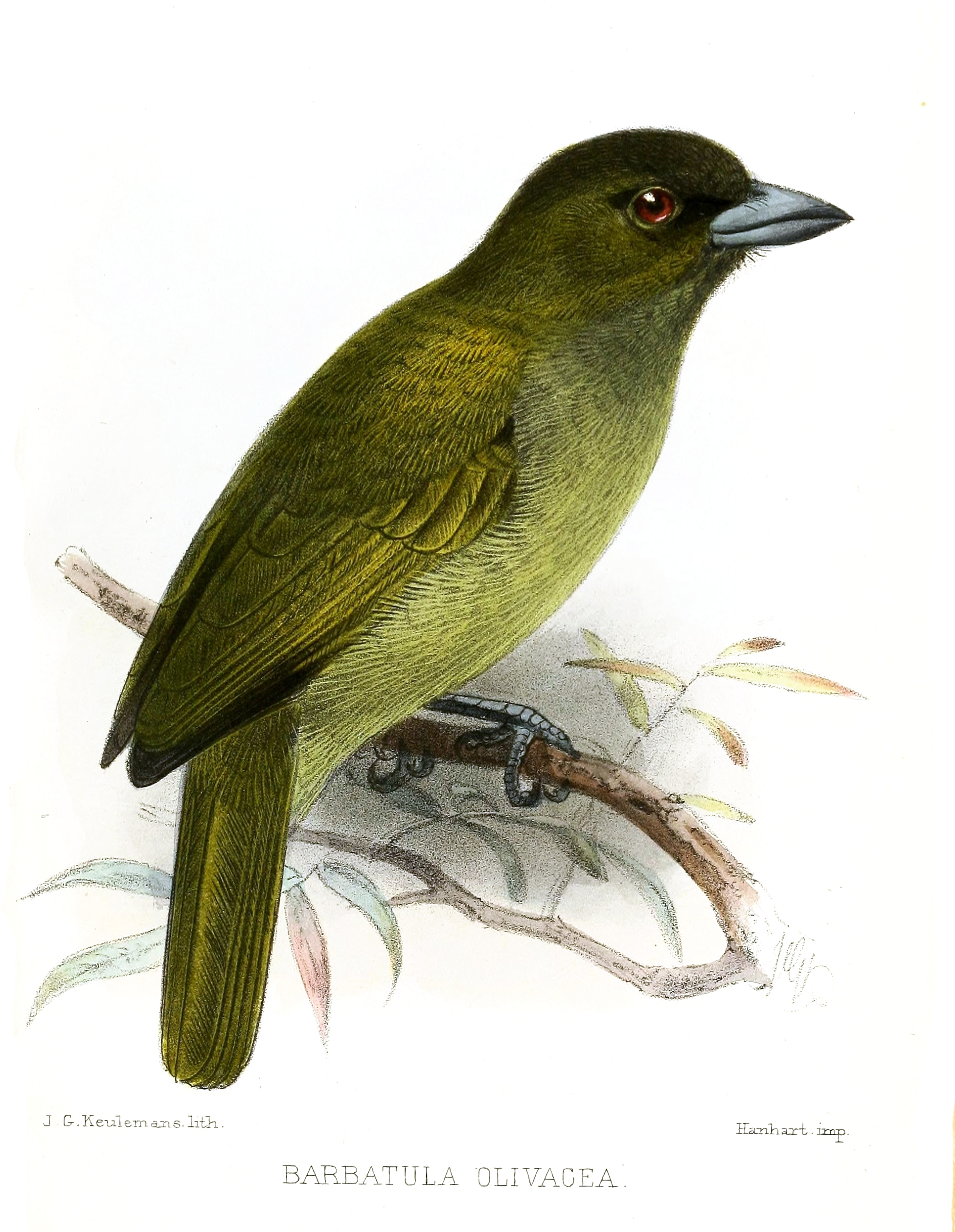